# Sulzkogel
Der Sulzkogel ist ein 3016 m ü. A. hoher Berg in den Stubaier Alpen im österreichischen Bundesland Tirol.

## Topographie
Der Sulzkogel liegt ungefähr 3,5 Kilometer südlich des Wintersportorts Kühtai. Im Westen fällt der Sulzkogel mit einem scharfen Grat, der das Mittagskar im Nordwesten vom Stierkar im Süden trennt, zum Längental hin ab. Im Nordosten liegt unterhalb der steilen Nordostwand und des Ostgrates das Finstertal mit dem Finstertalspeicher der Kraftwerksgruppe Sellrain-Silz. Im Norden schließen über einen scharfen Grat der 2929 m ü. A. hohe Mittagsturm, die 2895 m und 2934 m hohen Mittagsköpfe und der 2988 m hohe Zwölferkogel an, im Süden der 2965 m ü. A. hohe Gamskogel. Zwischen Sulzkogel und Gamskogel liegt unterhalb eines breiten felsigen Rückens der Gamskogelferner, ein Gletscher, der bis 2700 m hinunter reicht.

## Wege
Der Normalweg, im Winter eine beliebte Skitourenroute, führt über den Nordrand des Gamskogelferners und den Südrücken zum Gipfel. Die Erstersteiger Julius Pock und Bernhard Tütscher wählten 1878 jedoch den Anstieg über die Südwestflanke aus dem Stierkar. Der Nordgrat von der Scharte südlich des Mittagsturmes ist mit III+ deutlich schwieriger. Weiters sind Anstiege über den Ostgrat und über den Grat zwischen Sulzkogel und Gamskogel möglich.

## Galerie

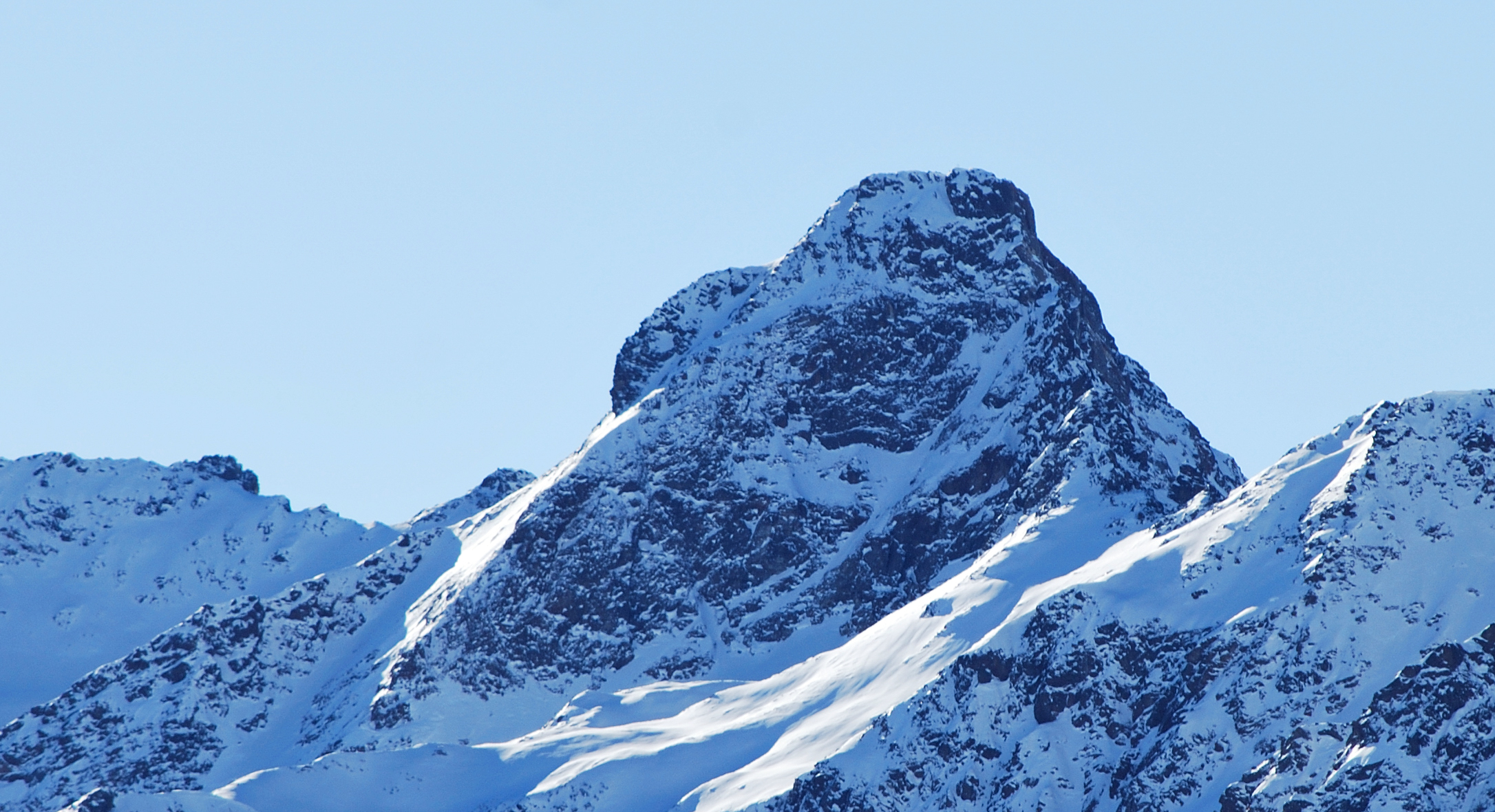
Der Sulzkogel von Nordosten
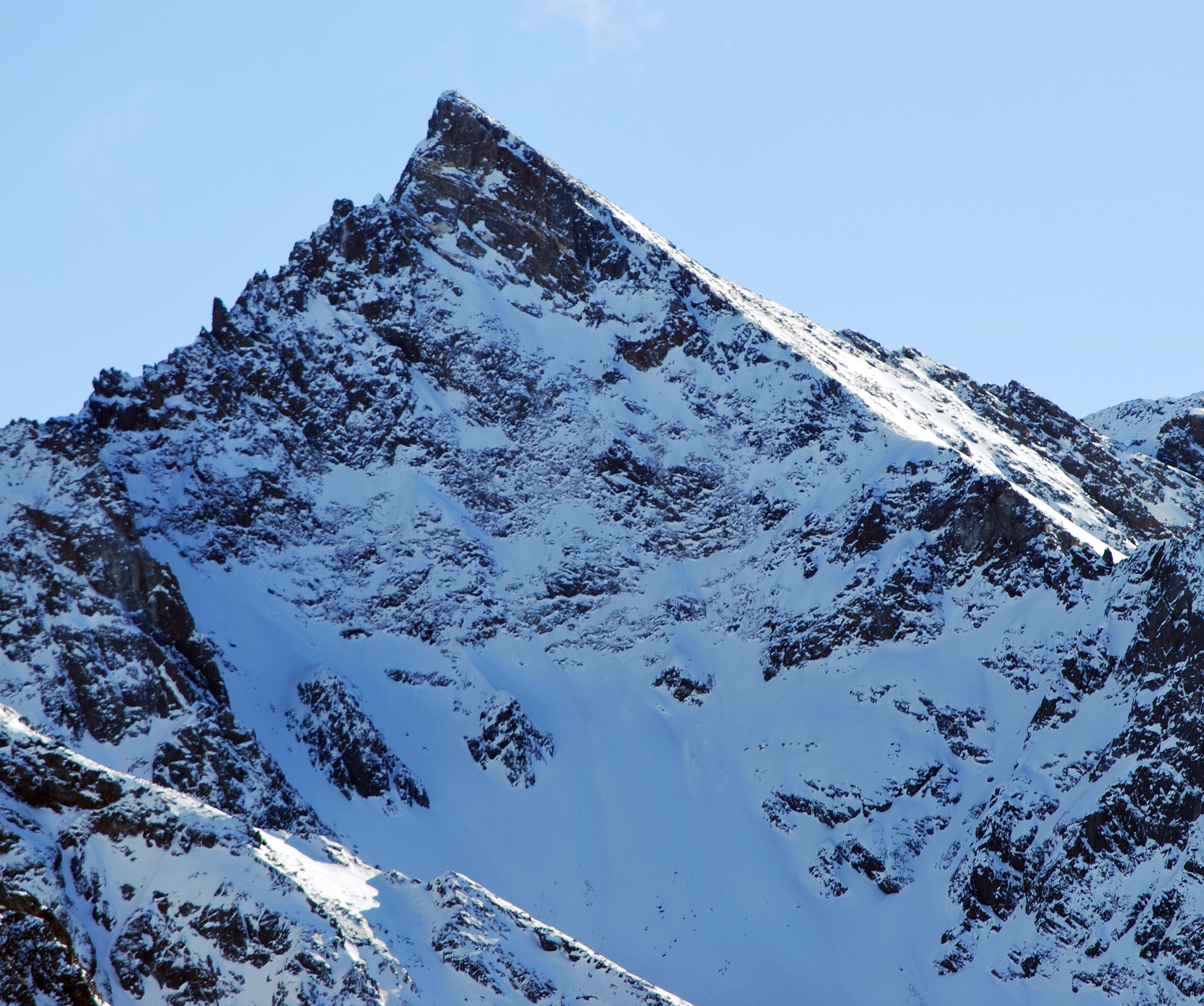
Von Nordwesten
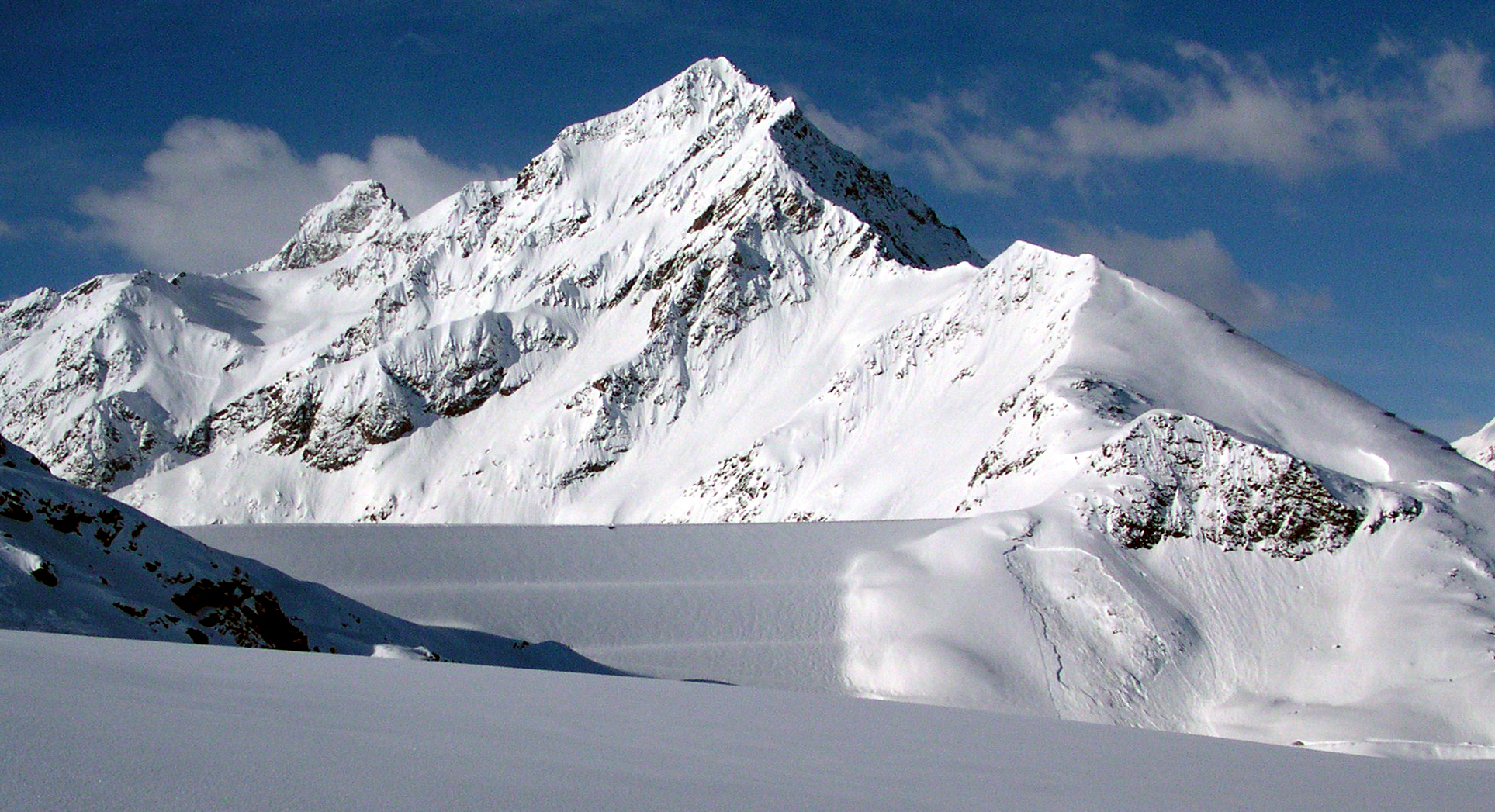
Sulzkogel (links) und Zwölferkogel hinter der Staumauer des Finstertalspeichers
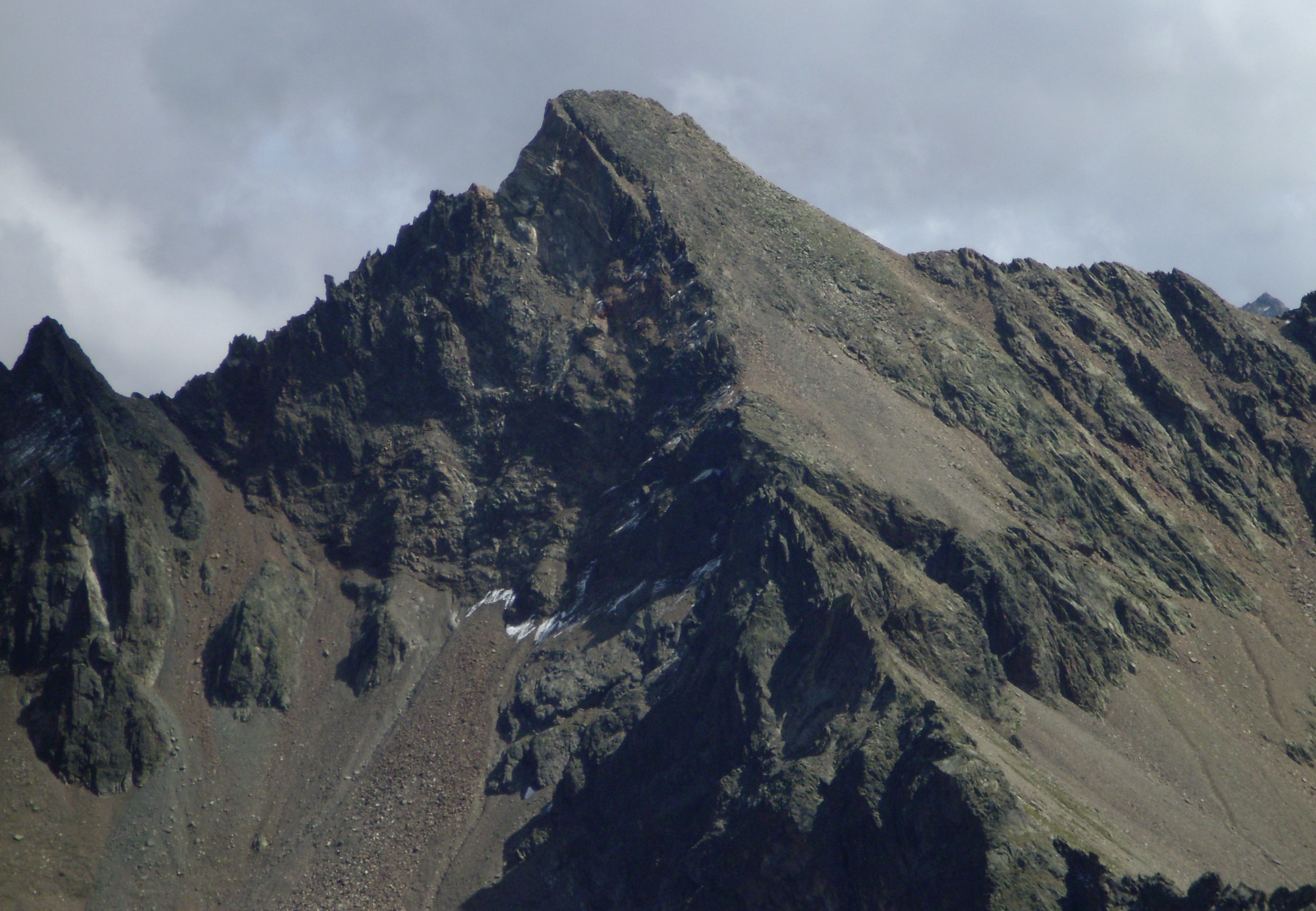
Von Westen